# Pentraxine 2
La pentraxine 2 ou le sérum amyloïde P est une protéine appartenant à la famille des pentraxines. Son gène est le APCS situé sur le chromosome 1 humain.

## Rôles
il inhibe la différenciation des  fibrocytes, contribuant par ce biais à diminuer les phénomènes de fibrose. Il diminue l'activation de certains macrophages et augmente l'expression du CXCL10, une cytokine, bloquant l'action du TGF bêta 1.

## En médecine
La pentraxine 2, sous forme de molécule recombinante, est en cours de test dans la fibrose pulmonaire idiopathique, permettant un ralentissement de l'évolution de la maladie.